# Cratere Inga
Inga  è un cratere sulla superficie di Venere.